# Amedeo Avogadro

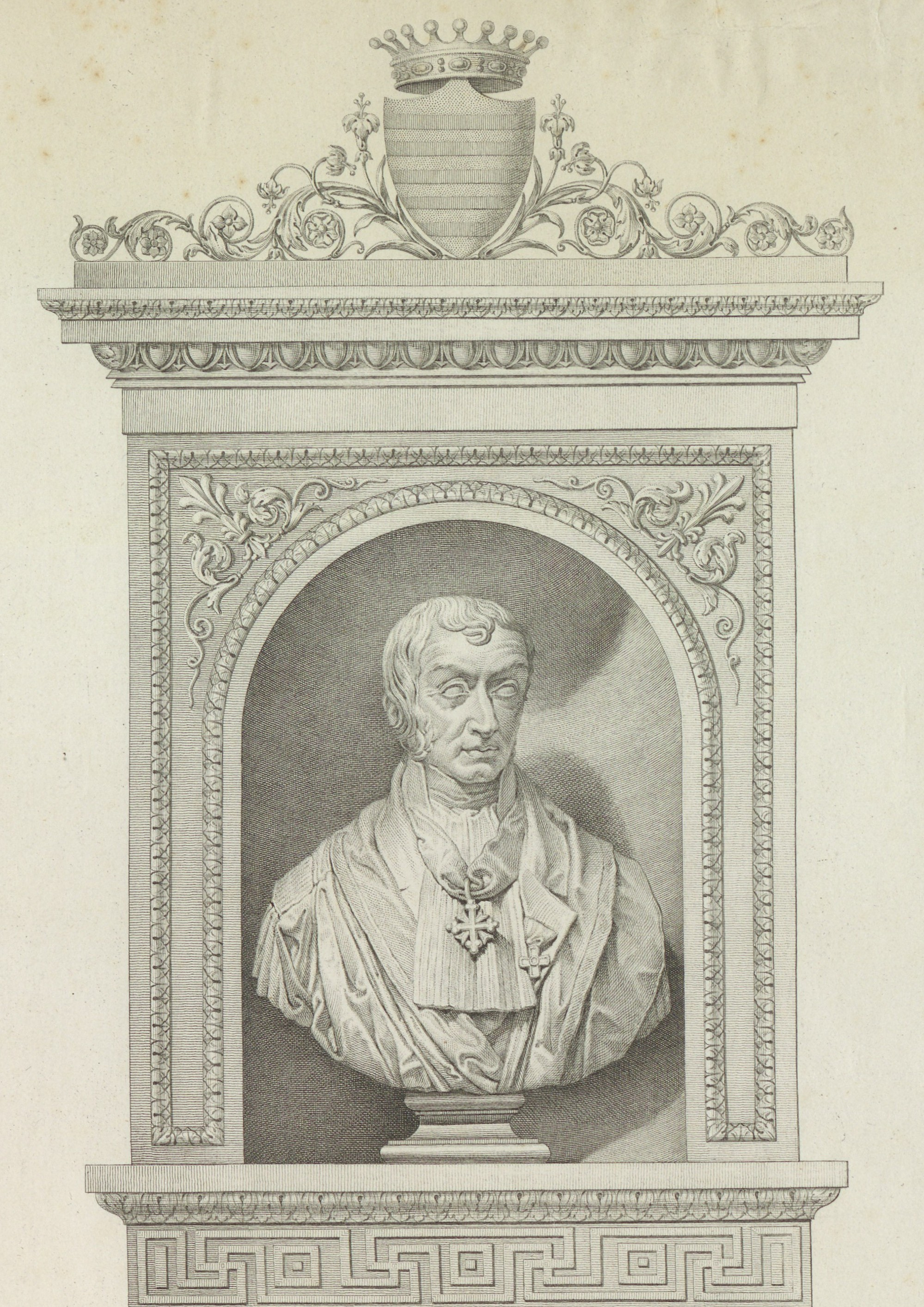
Amedeo Avogadro

Lorenzo Romano Amedeo Carlo Avogadro, conde de Quaregna e Cerreto (Turim, 9 de agosto de 1776 — Turim, 9 de julho de 1856), foi um advogado e físico italiano, um dos primeiros cientistas a distinguir átomos e moléculas. É mais conhecido por suas contribuições para a teoria molecular. Em sua homenagem, o número de entidades (átomos, moléculas, íons, ou outra partícula) presentes em 1 mol dessa substância é conhecido como constante de Avogadro, cujo valor é 6,02 × 1023.

## Vida e obra

Mémoire sur les chaleurs spécifiques

Amedeo Avogadro nasceu em 9 de agosto de 1776. Seu pai, Conde Filippo Avogadro, foi um célebre advogado, sendo eleito presidente do senado de Piemonte em 1799. Amedeo Avogadro foi para a escola de Turim, seguir carreira de advogado eclesiástico, e formou-se em bacharel em 1792, com 16 anos. Quatro anos mais tarde defendeu seu doutorado.
Mesmo tendo uma carreira de sucesso na advocacia (fora secretário da prefeitura de Eridano), Avogadro interessava-se pelas Ciências Naturais. Ainda como secretário da cidade de Eridano, Avogadro começou a estudar ciências por conta própria: física e química e também a matemática.
Em 1809 passou a lecionar física no Realle Collegio de Varcelli. Dois anos mais tarde, em 1811, fez uma publicação sobre as moléculas e o átomo, no Jornal Científico, foi uma de suas mais importantes teses, sobre o hidrogênio e oxigênio da água na verdade, possui uma reação química (H2O). Em 1820 ingressa na Universidade de Turim como responsável pela cadeira de física. Trabalhou lá por 30 anos, período em que boa parte de sua obra foi publicada.
Elaborou a Hipótese de Avogadro, que dizia:
| “ | Volumes iguais de gases diferentes à mesma temperatura e pressão contêm o mesmo número de moléculas. | ” |

Morreu em Turim em 9 de julho de 1856. Dois anos após sua morte, o também químico italiano Stanislao Cannizzaro estabeleceu em definitivo a teoria atômico-molecular.